# Bonarda di Gattinara
Bonarda di Gattinara ist ein Synonym für die Rotweinsorte Uva Rara. Regional und in einigen Weinpublikationen wird der Name Bonarda di Gattinara weiterhin benutzt.